# Roberto Salazar Shimabukuro
Roberto Salazar Shimabukuro  es un exfutbolista peruano de ascendencia japonesa. Jugaba de lateral, volante o delantero por izquierda. Su primer equipo y último club fue el Deportivo AELU.

## Trayectoria
Como muchos futbolistas de la comunidad peruano-japonesa, se inició en el Deportivo AELU, siendo ascendido al primer equipo en 1991 aunque no llegó a debutar ese año. Siguió en AELU en Segunda División en los dos años siguientes siendo uno de los goleadores del torneo de Segunda de 1993. Al año siguiente vistió las sedas del Deportivo San Agustín jugando su primer partido en Primera División en 1994 ante el León de Huánuco. Su pico de rendimiento llegó en 1999, jugando por Sporting Cristal, con el club disputó la Copa Libertadores 1999, y marcó un gol al Colo-Colo en el empate 1:1 en Lima. Se mantuvo en Cristal hasta el 2000, tras perder continuidad en el equipo rimense volvió al Deportivo AELU. Dejó su carrera como futbolista por casi una década, para viajar a Japón en busca de mejores oportunidades. Entre el 2010 y 2014, jugó otra vez en el Deportivo AELU que participa en la Copa Perú.

## Clubes
| Club                    | País | Año         |
| ----------------------- | ---- | ----------- |
| Deportivo AELU          | Perú | 1991 - 1993 |
| Deportivo San Agustín   | Perú | 1994 - 1996 |
| Hijos de Yurimaguas     | Perú | 1997        |
| Lawn Tennis Fútbol Club | Perú | 1998        |
| Sporting Cristal        | Perú | 1999 - 2000 |
| Deportivo AELU          | Perú | 2001        |
| Deportivo AELU          | Perú | 2010 - 2014 |